# Bagaglio a mano
Bagaglio a mano è una raccolta del cantautore italiano Umberto Tozzi pubblicata nel 1999.

## Videoclip
Dall"album, sono stati fatti due videoclip: 
1. Conchiglia di diamante
2. Mai più così

## Classifiche

### Classifiche settimanali
| Classifica (1999) | Posizione massima |
| ----------------- | ----------------- |
| Italia            | 18                |

## Il disco
Le prime due canzoni, Conchiglia di diamante e Mai più così, sono gli unici due inediti del disco.
Le altre canzoni sono reincise con nuovi arrangiamenti; sia Si può dare di più che Gente di mare sono eseguite dal solo Tozzi, mentre Io muoio di te è in versione originale.
In copertina vi è una foto di Umberto Tozzi con, in basso a sinistra da una scritta con il titolo del disco, il nome del cantante e, curiosamente, il numero di catalogo, fatta a forma di etichetta aeroportuale per (appunto) il "bagaglio a mano" da imbarcare sull'aereo.

## Tracce
1. Conchiglia di diamante - Testo e musica di Umberto Tozzi - (4.08)
2. Mai più così - Testo e musica di Umberto Tozzi - (4.22)
3. Gli altri siamo noi - Testo e musica di Umberto Tozzi e Giancarlo Bigazzi - (4.09)
4. Tu - Testo e musica di Umberto Tozzi e Giancarlo Bigazzi - (4.20)
5. Perdendo Anna - Testo e musica di Umberto Tozzi e Giancarlo Bigazzi - (4.26)
6. Ti amo - Testo e musica di Umberto Tozzi e Giancarlo Bigazzi - (4.31)
7. Gloria - Testo e musica di Umberto Tozzi e Giancarlo Bigazzi - (5.00)
8. Notte rosa - Testo e musica di Umberto Tozzi e Giancarlo Bigazzi - (5.16)
9. Io muoio di te - Testo e musica di Umberto Tozzi - (4.30)
10. Qualcosa qualcuno - Testo di Umberto Tozzi e Gianna Albini; musica di Umberto Tozzi e Giancarlo Bigazzi - (4.20)
11. Gente di mare - Testo di Raf e Umberto Tozzi; musica di Giancarlo Bigazzi - (3.38)
12. Io camminerò - Testo e musica di Umberto Tozzi e Giancarlo Bigazzi - (3.51)
13. Lei - Testo e musica di Umberto Tozzi - (3.33)
14. Si può dare di più - Testo di Giancarlo Bigazzi e Umberto Tozzi; musica di Giancarlo Bigazzi e Raf - (4.28)
15. Donna amante mia - Testo e musica di Umberto Tozzi e Giancarlo Bigazzi - (3.00)

## Formazione
- Umberto Tozzi – voce, cori, chitarra
- Abraham Laboriel – basso
- Dean Parks – chitarra
- Marcello De Toffoli – tastiera, cori, programmazione
- Carlos Vega – batteria
- Luca Colombo – chitarra
- Greg Mathieson – tastiera
- Casey Young – programmazione
- Michael Thompson – chitarra
- Claudio Orsini – sassofono soprano
- Lalla Francia, Paola Folli, Giovanni Danieli, Alessandra Puglisi, Moreno Ferrara – cori